# Campaea vitriolata
Campaea vitriolata är en fjärilsart som beskrevs av D.Cyrilli 1787. Campaea vitriolata ingår i släktet Campaea och familjen mätare. Inga underarter finns listade i Catalogue of Life.